# Juri Jakowlewitsch Basilewski
Juri Jakowlewitsch Basilewski (russisch Юрий Яковлевич Базилевский, englische Transkription Yuri Yakovlevich Basilevskiy; * 3. Mai 1912 in Woronesch; † 10. Juni 1983 in Moskau) war ein sowjetischer Computeringenieur.

## Leben
Basilewski war ein Lehrersohn und ging in Maikop zur Schule. Er arbeitete als Techniker in Fabriken und studierte nebenbei zuerst an einer Fernschule und später am Moskauer Institut für Maschinenbau mit dem Abschluss 1936. Danach arbeitete er in der Entwicklungsabteilung der Fabrik Manometer in Moskau und während des Zweiten Weltkriegs in Tomsk, wohin die Fabrik evakuiert worden war (Fabrik Nr. 838). 1942 erhielt er eine Lehrlizenz als Werkzeugmacher, aufgrund einer Operation 1944, bei dem ihm ein Bein amputiert wurde, musste er aber seine Stellung als Chefingenieur der Fabrik aufgeben. Ab 1947 arbeitete er am Moskauer Institut für Laborinstrumente und Automation, wo er für seine Arbeit mit zwei hohen Orden ausgezeichnet wurde (unter anderem dem Roten Banner der Arbeit).
1950 ging er an das Spezielle Designbüro SDB 245, wo er den Bau und die industrielle Fertigung des Strela Computers von Baschir Ramejew leitete. Von 1953 bis 1956 wurden davon sieben gebaut, wobei alle Exemplare ein wenig voneinander differierten. In der Sowjetunion gab es damals noch zwei ähnliche Computerprojekte, den M-1 von Isaak Bruk und den BESM von Sergei Alexejewitsch Lebedew. Basilewski wurde 1954 Held der Sozialistischen Arbeit und erhielt die Medaille Goldener Stern. Basilewski wurde Vizedirektor des SDB 245.
In der zweiten Hälfte der 1950er Jahre war er mit dem Projekt einer automatisierten Flugabwehr (Auswertung der Radardaten und anschließende Ziellenkung von Raketen zur Luftabwehr) beschäftigt mit dem Codenamen Dal-111. Die Erprobung fand 1960/61 statt, wurde aber schon weiterentwickelt zum 5E61 System. 1960 kam ein neuer Direktor, Sergei Krutowskich, unter dem sich das SDB 245 (seit 1958 Wissenschaftliches Institut für Elektronische Maschinen, SIEM) On-Board Computern für Flugzeuge und Raumfahrt zuwandte. Basilewskis Flugabwehrprojekt verlor an Priorität.
Basilewski verließ 1961 das Institut und ging an die Staatskommission der UdSSR für Wissenschaft und Technik und bei der Gründung des für Computer zuständigen Ministeriums für Instrumentation 1965 wurde er dort Leiter des technischen Büros. Er befasste sich dort insbesondere mit Prozessrechnern für die Industrie. 1982 ging er im Ministerium in den Ruhestand.